# Studánka (Varnsdorf)

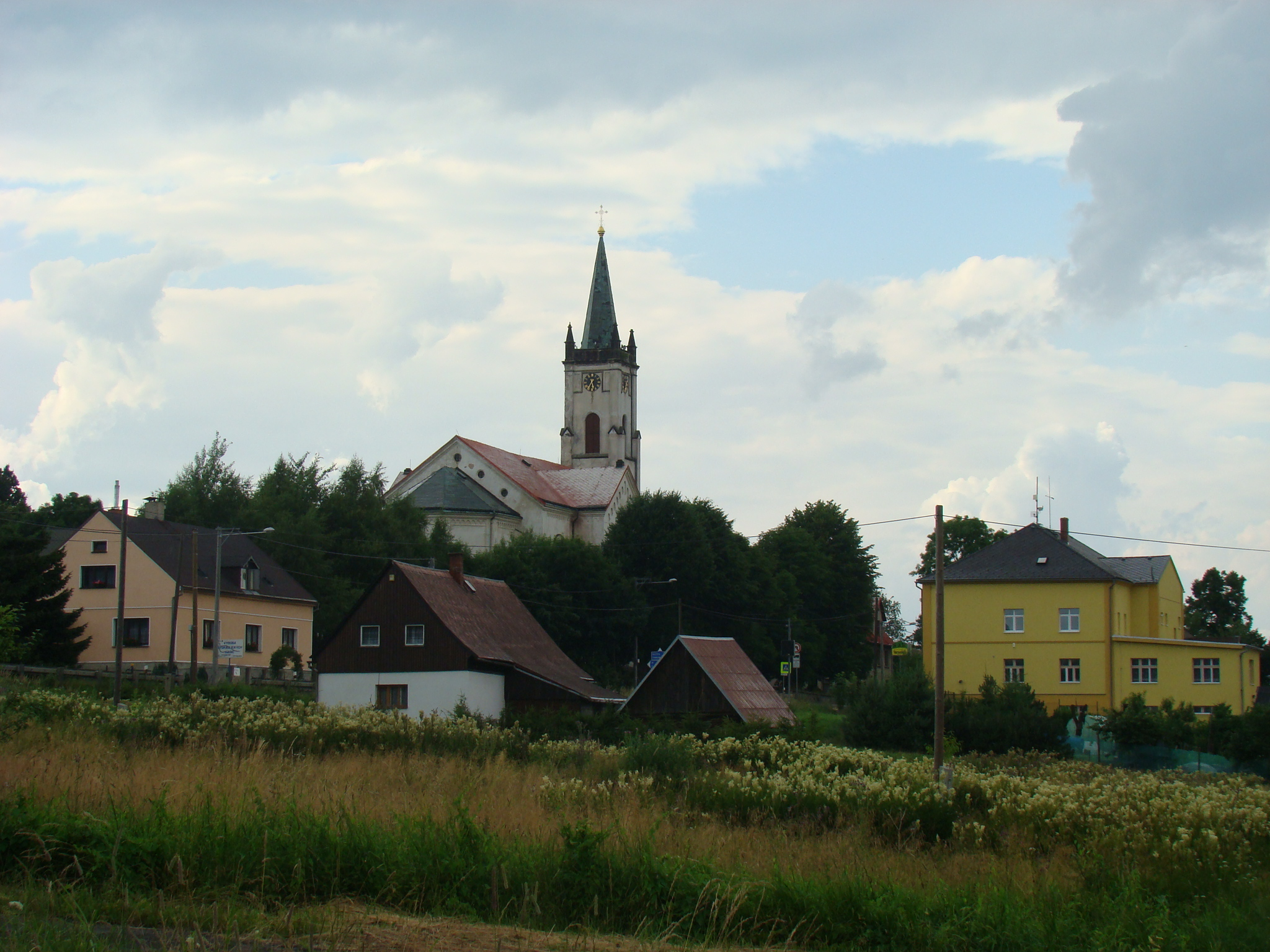
Ortsbild mit Franziskuskirche in Studánka

Studánka (deutsch: Schönborn) ist ein Dorf auf einer Anhöhe und Ortsteil der Stadt Varnsdorf im Bezirk Děčín.

## Geografie
Der Ort liegt drei Kilometer westlich von Varnsdorf. Die Křinice entspringt westlich des Dorfes. Der Zlatý potok (Goldener Bach) entspringt im Dorf, sein Wasser fließt mit der Mandava und der Lausitzer Neiße in die Oder. Die Fernverkehrsstraße 9, die von Prag zum Grenzübergang nach Deutschland führt, verläuft durch das Dorf.

## Geschichte
Die älteste schriftliche Erwähnung stammt aus dem Jahr 1485.
Das Dorf war von verschiedenen Kriegsereignissen betroffen. Im Südwesten des Dorfes, hinter dem Friedhof, erhebt sich der Hügel Valy (543 m) mit Resten schwedischer Befestigungsanlagen aus dem Dreißigjährigen Krieg, von dem aus 1642 die schwedischen Truppen von General Wrangel die Burg Tolštejn eroberten und zerstörten. Im Jahr 1778 fand hier ein Angriff der Preußen auf eine Stellung der österreichischen Armee statt. 1866 kam es zu einem Zusammenstoß zwischen preußischen und österreichischen Truppen. Später war Studánka eine Siedlung von Arbeitern, die in den Fabriken der umliegenden Städte arbeiteten. Zum Gebiet von Studánka gehört ein Teil des Naturschutzgebiets Světlík, das die Umgebung des gleichnamigen Teichs schützt. Im 19. Jahrhundert entstand von Warnsdorf nach Schönborn eine neue Verbindungsstraße zur Kaiserstraße Prag-Rumburk.
Mit dem Ende des Ersten Weltkriegs zerfiel die Monarchie Österreich-Ungarn und es entstand 1918 die neue Republik Tschechoslowakei, Schönborn wurde Teil dieser. Durch das Münchner Abkommen kam Schönborn im Reichsgau Sudetenland zum NS-Staat. 
Mit dem Ende des Zweiten Weltkriegs kam der Ort wieder zur Tschechoslowakei. 1945/46 wurde ein Großteil der deutschsprachigen Einwohner vertrieben. Im Jahr 1945 erhielt Schönborn seinen heutigen Ortsnamen Studánka, es ist eine Übersetzung des historisierenden Wortes Born für Brunnen. Zu Varnsdorf wurde Studánka im Jahr 1980 eingemeindet.
Da die Hauptstraße I/9 mitten durch den Ort führt, ist eine Ortsumgehung projektiert, welche langfristig umgesetzt werden soll.
|           | 1869 | 1880 | 1890 | 1900 | 1910 | 1921 | 1930 | 1950 | 1961 | 1970 | 1980 | 1991 | 2001 | 2011 |
| --------- | ---- | ---- | ---- | ---- | ---- | ---- | ---- | ---- | ---- | ---- | ---- | ---- | ---- | ---- |
| Einwohner | 2365 | 2402 | 2337 | 2306 | 2318 | 1877 | 2089 | 730  | 622  | 499  | 397  | 193  | 232  | 261  |
| Häuser    | 285  | 312  | 322  | 334  | 337  | 340  | 357  | 353  | 160  | 143  | 103  | 100  | 133  | 128  |

## Sehenswürdigkeiten
- Die weithin sichtbare neuromanische Kirche des Heiligen Franz von Assisi aus den Jahren 1869 bis 1872.
- Friedhof mit einer neoromanischen Friedhofskapelle und einem Denkmal für die Opfer des Ersten Weltkriegs, das 2014 anlässlich des hundertsten Geburtstags der ortsgebürtigen Marie Kaufmann Henke restauriert wurde.
- Die für den Ort namensgebenden, gefassten Quellen und Brunnen der Kirnitzsch westlich von Studánka sind ein beliebtes Ausflugsziel.